# Художественный характер
Художественный характер — образ человека в художественном произведении. Используется автором для описания места и времени действия и передачи собственных мыслей и чувств. В проработанном характере сочетаются общие и индивидуальные черты, заимствованные от прототипа и дополненные авторским отношением к персонажу. В отличие от социальных наук, художественных характер является выдуманной сущностью, имеющей под собой задачу идеологического объяснения выбранного типа поведения. Сущность характера доносится до аудитории через описание, речь, раскрытие образа в контексте сюжета. При противоречиях между характером и обстоятельствами в произведении возникает конфликт.

## История
Формирование понятия художественного характера произошло в Древней Греции. Первоначально главную роль в сюжете играли события, а персонажам отводилась конкретная роль без их внутреннего раскрытия, однако уже тогда началось осмысление характера как самостоятельно значимого элемента произведения . Впоследствии именно характеры стали определять ситуации, в которые автор помещал персонажей. До XVIII века характер раскрывался через природные качества персонажа и его положение в обществе, но уже в эпоху Возрождения персонажи начинают отходить от единой линии поведения и могут свободно их менять, порождая при этом противоречия между естественным и навязанным положением человека в обществе. Эта двойственность в классицизме переходит в рассмотрение отношений долга и чувства.